# Preston Autocar Company
Preston Autocar Company Ltd. war ein britischer Hersteller von Automobilen.

## Unternehmensgeschichte
Das Unternehmen aus London begann 1921 mit der Produktion von Automobilen. Der Markenname lautete Comet. Im gleichen Jahr endete die Produktion.

## Fahrzeuge
Im Angebot stand nur ein Modell. Es war ein Kleinwagen. Ein Vierzylindermotor mit 10 PS Leistung war vorne im Fahrzeug montiert und trieb über eine Kardanwelle die Hinterachse an. Das Getriebe hatte vier Gänge. Die offene Karosserie bot Platz für zwei Personen. Auf Türen und Motorhaube wurde verzichtet.